# ماک

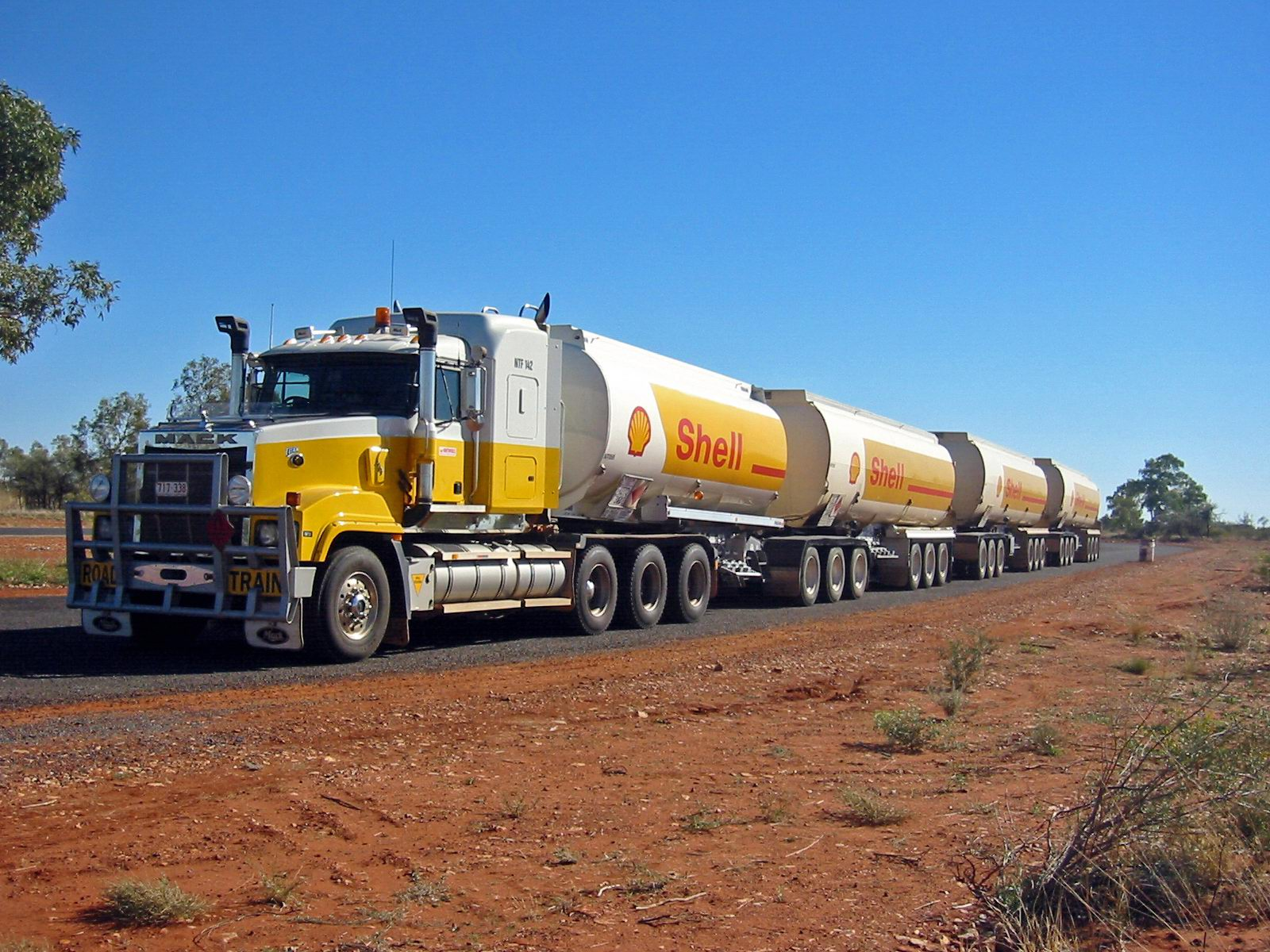

ماک (به انگلیسی: Mack) شرکت صنایع سنگین آمریکایی است، که اکنون از زیرمجموعه‌های شرکت خودروسازی ولوو به‌شمار می‌آید. این شرکت در گذشته تولیدکننده انواع کامیون، اتوبوس و اتوبوس برقی بود، اما امروزه تنها در زمینه تولید کامیون فعال است.
شرکت ماک در سال ۱۹۰۰ توسط جک، آگوستوس و ویلیام ماک تحت نام شرکت برادران ماک، در بروکلین، نیویورک تأسیس شد. در سال ۱۹۹۰ شرکت فرانسوی رنو، ماک را خریداری کرد و با ادغام آن در بخش صنایع سنگین خود، رنو تراکس را تأسیس نمود. در سال ۲۰۰۱ در پی خریداری همه سهام رنو تراکس توسط شرکت سوئدی ولوو، مالکیت برند ماک نیز به ولوو واگذار شد و هم‌اکنون ماک تحت مالکیت این شرکت سوئدی به فعالیت خود ادامه می‌دهد. دفتر مرکزی ماک در شهر گرینزبورو، کارولینای شمالی، ایالات متحده آمریکا قرار دارد.

## تاریخچه
شرکت ماک در سال ۱۹۰۰ توسط جک، آگوستوس و ویلیام ماک تحت نام شرکت برادران ماک، در شهر بروکلین، نیویورک تأسیس شد. این شرکت، نخستین کامیون خود را در سال ۱۹۰۷ تولید کرد و در سال ۱۹۲۲ نام آن، به شکل کنونی (ماک) تغییر پیدا کرد.
در سال ۱۹۷۹ شرکت خودروسازی رنو از طریق زیرمجموعه بخش صنایع سنگین خود، بنام رنو تراکس، اقدام به خریداری ۱۰٪ از سهام ماک نمود. رنو به‌تدریج سهام خود در ماک را افزایش داد و تا سال ۱۹۸۳ مالک ۴۰٪ از سهام این شرکت بود. در ۱۹۹۰ شرکت رنو، بخش خودروهای سنگین خود را تحت نام رنو تراکس، به‌طور کامل از شرکت اصلی جدا کرد و به صورت یک شرکت مستقل ثبت نمود و بمنظور تمرکز بر بخش صنایع سنگین، اقدام به خریداری کلیه سهام شرکت ماک نمود.
در سال ۲۰۰۱ در پی خریداری همه سهام رنو تراکس توسط شرکت سوئدی ولوو، مالکیت شرکت ماک نیز به ولوو واگذار شد. در سال ۲۰۰۶ تحت مدیریت ولوو، ماک بالاترین میزان فروش خود را تجربه کرد. در سال ۲۰۰۸ دفتر مرکزی این شرکت به شهر گرینزبورو، کارولینای شمالی منتقل شد.

## نماد تجاری
نماد تجاری شرکت صنایع سنگین ماک، بولداگ یا سگ نر نام دارد و از سال ۱۹۲۱ در اشکال مختلف بر روی کاپوت و در کامیون ماک نصب می‌شود.

## ماک در ایران

کامیون های ماک مورد استفاده برای حمل تانک در عملیات بیت‌المقدس

ورود ماک به ایران، از گذشته بسیار دور و به دهه‌های ۱۹۳۰ و ۱۹۴۰ میلادی بازمی‌گردد. اکنون می‌توان کماکان کامیون‌های ماک مدل ۱۹۴۱ را در حال کار در جاده‌های ایران مشاهده کرد. ماک بعد از سال ۱۳۵۹ خورشیدی، بسیار کم به ایران وارد شده‌است.

### ایران کاوه

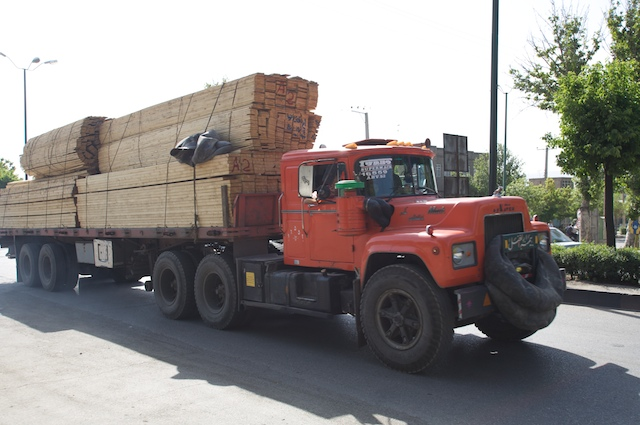
ماک ساخت ایران کاوه

شرکت ایران کاوه جهت تولید کامیون ماک آر۶۰۰ در کابین این کامیون تغییراتی به وجود آورد که موجب تولید آسان‌تر این کابین شد و در بازار به ماک ایران کاوه شهرت یافت. این کابین همانند سری خارجی به صورت تخم‌مرغی نبوده و ظاهری ساده‌تر دارد، کابین ماک ایران کاوه در مقایسه با کابین نمونه‌های خارجی دارای حجم و فضای بیشتری است، این کابین توسط شرکت ایران کاوه به‌صورت تک کابین تولید شد که خریداران با اعمال تغییرات، کابین این کامیون را به دو کابین تبدیل می‌کردند تا از فضای به وجود آمده به منظور استراحتگاه استفاده کنند، در همین راستا و برای رفع این نیاز، شرکت شاهین خودرو دیزل به عنوان تولیدکننده کابین ماک ایران کاوه به صورت دو کابین وارد عرصه شد.

### مدل‌های موجود در ایران

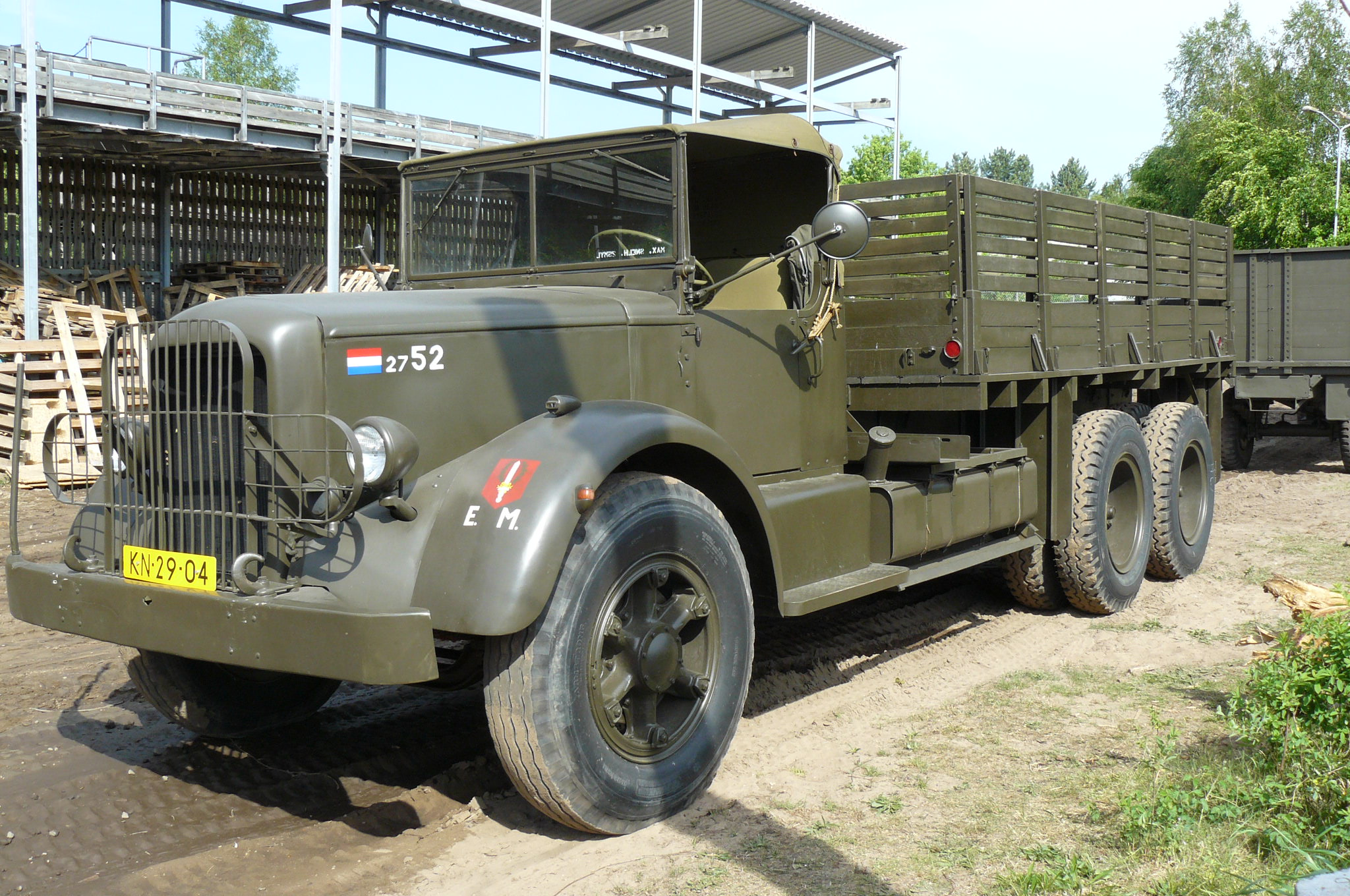
ماک سری NR مشهور به مدل جنگی

- ماک جنگی ساده: این مدل ماک دارای کابینی بسیار ساده است و گلگیرهای آن مشابه ماک سری A و E است.

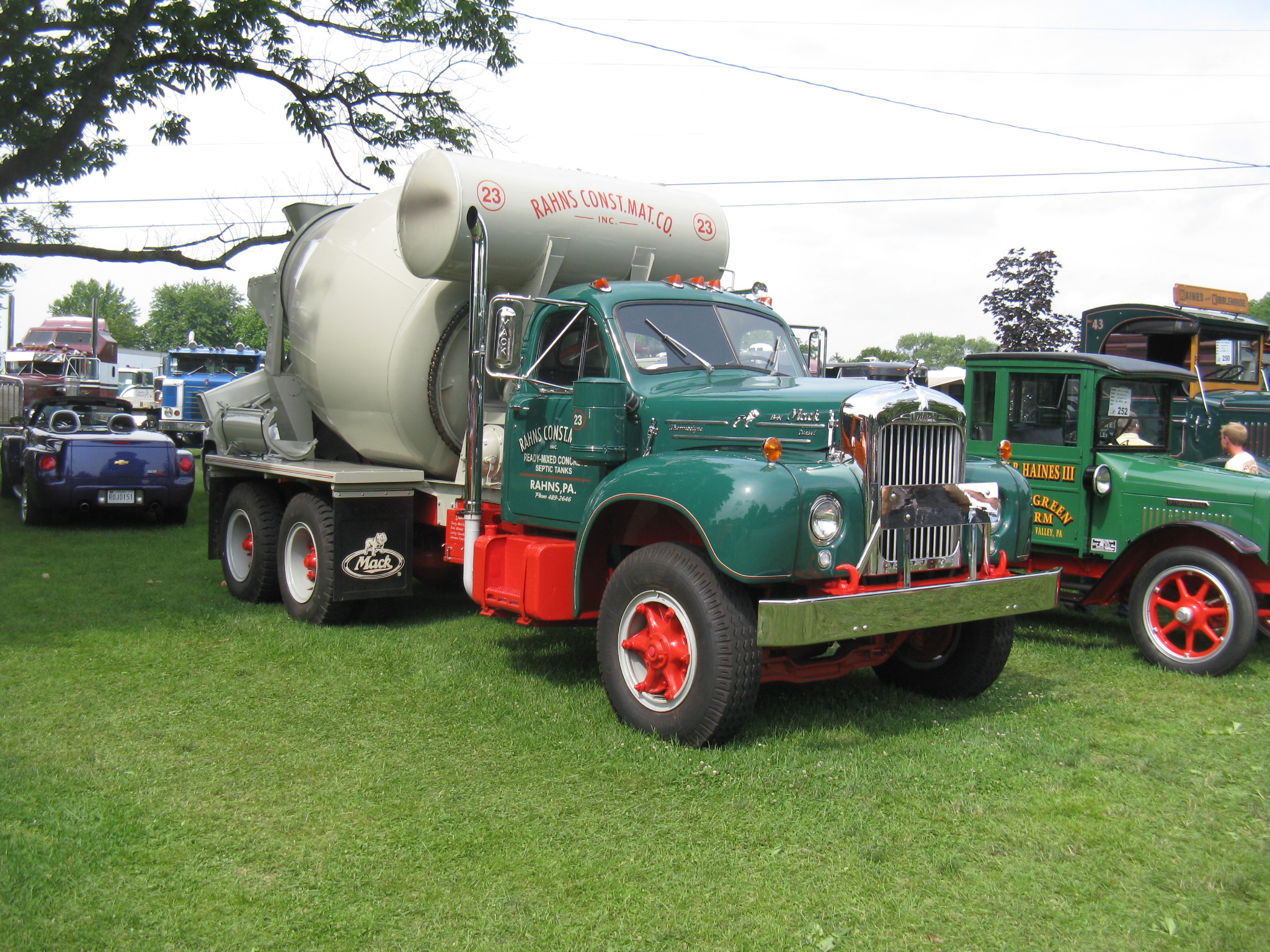
ماک سری B، تخم مرغی

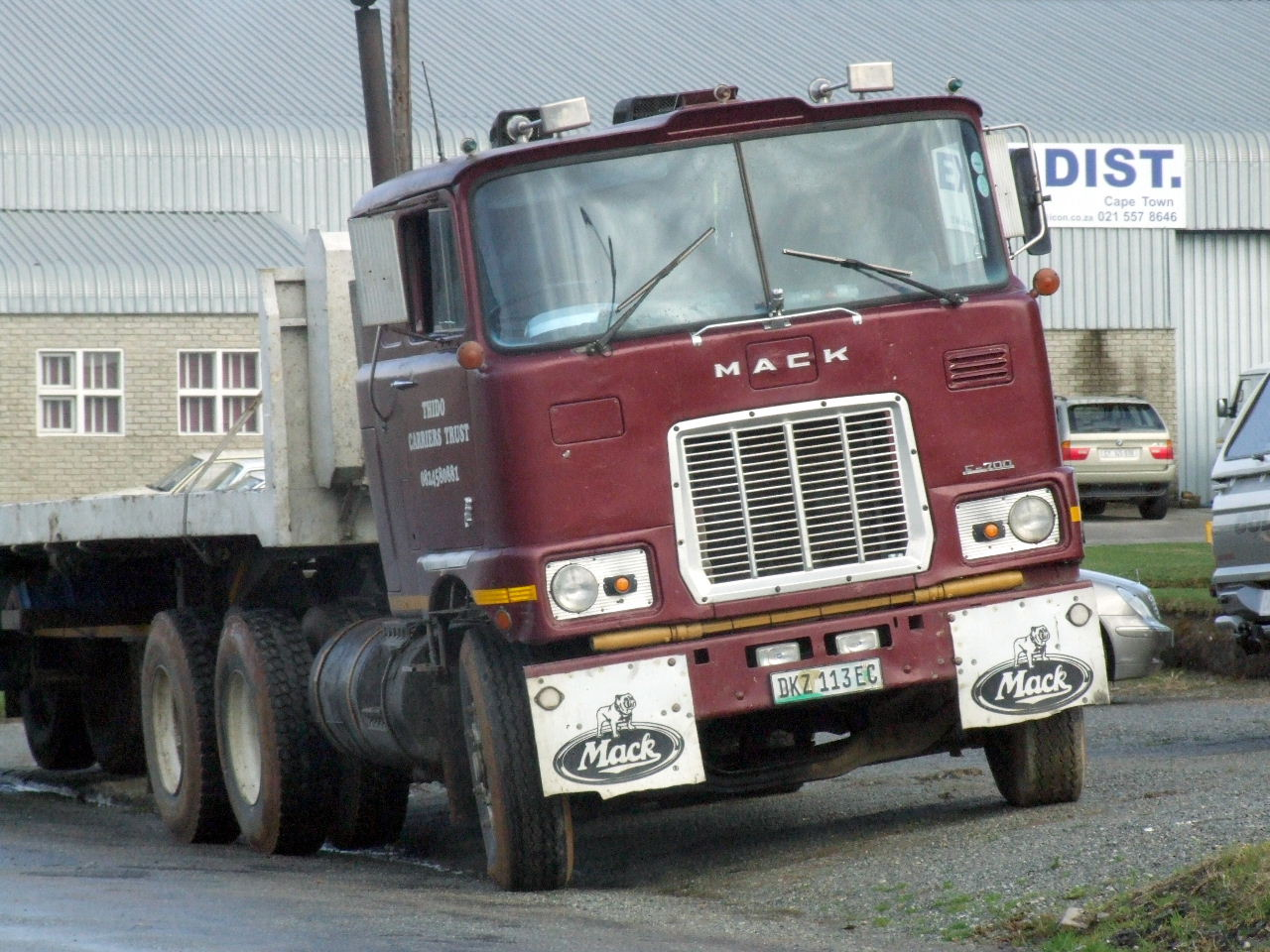
ماک بی‌دماغ، سری F

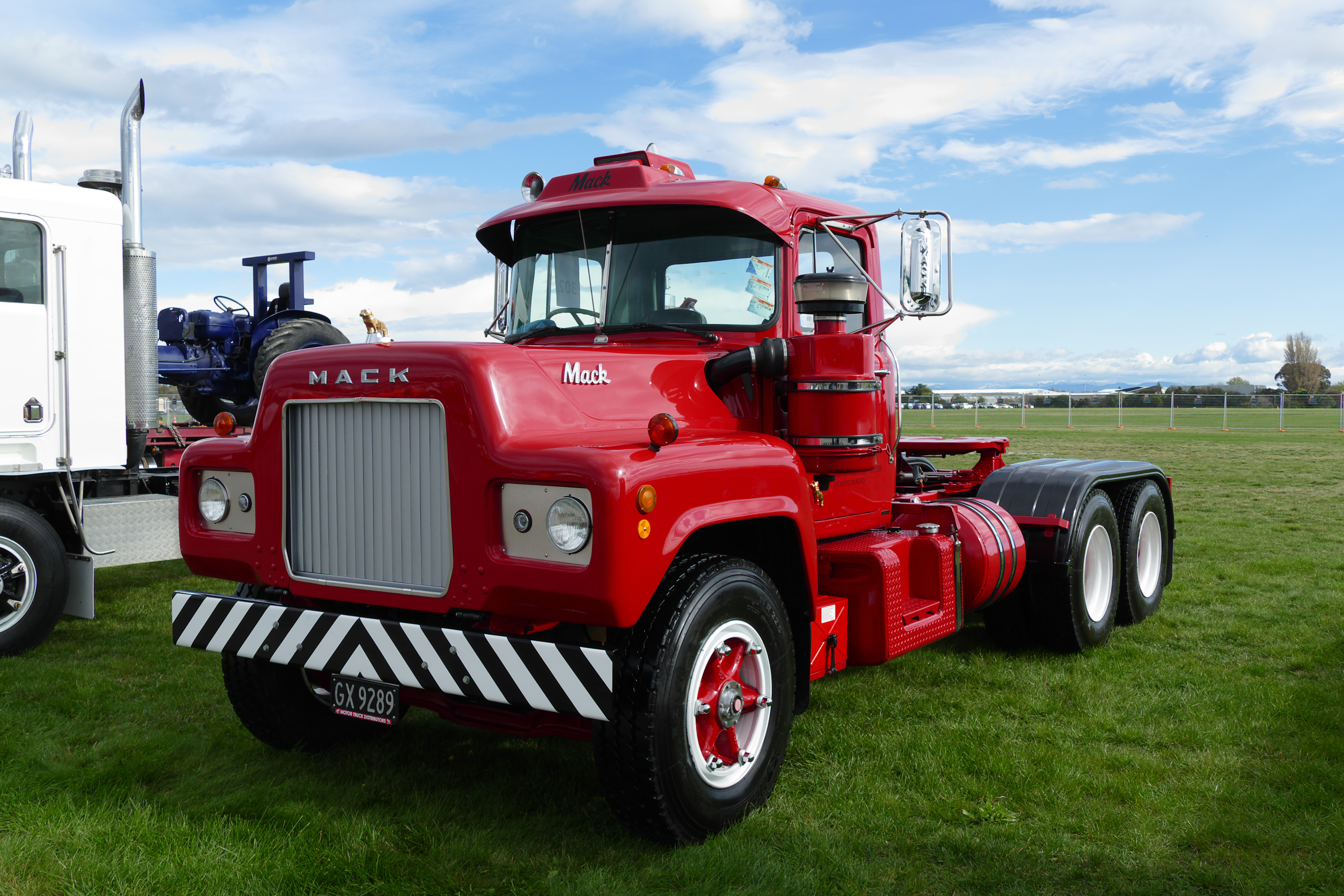
ماک سری R، مدل 1973

- ماک جنگی تخم مرغی: این مدل ماک که به سری B معروف است و دارای کابین و گلگیرهای تخم مرغی شکل است.
- ماک کامینز بی‌دماغ سری F: این مدل ماک به صورت تک کابین وارد بازار ایران شد و سپس توسط مالکین به دو کابین تبدیل شد که همچون بیشتر کامیون های بی‌دماغ آمریکایی دارای یک تختخواب است و دستگاه مولد قدرت آن شامل موتور کامینز VT 903 با توان ۳۲۰ اسب بخار و گیربکس ایتون فولر ۱۵ سرعته است که برای رقابت در بازار کشنده‌های وایت و اینترنشنال (اینترناش) وارد عرصه بازار شد.
- ماک بی‌دماغ سری F: این مدل ماک به صورت دو کابین و دارای تختخواب است که دستگاه مولد و انتقال قدرتی مشابه ماک دماغ‌دار سری R دارد.

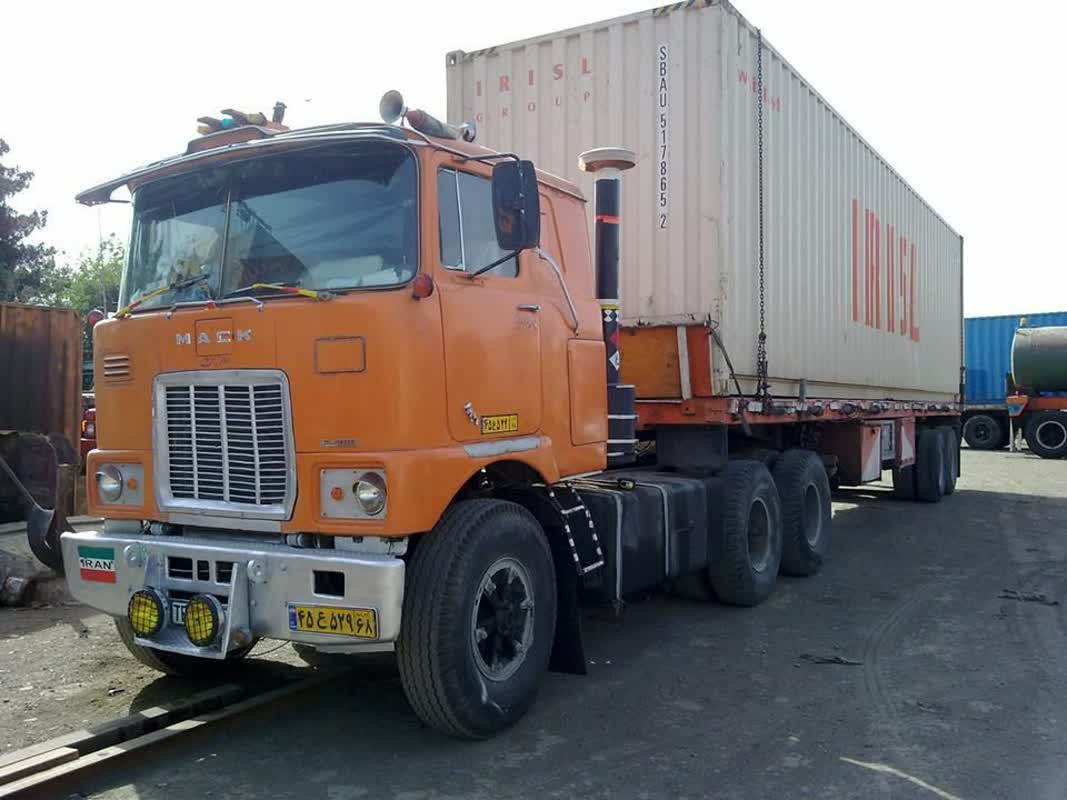
ماکهای F700 در دهه پنجاه شمسی به صورت وارداتی در ایران عرضه شدند که فروش بسیار خوبی داشتند و جزو معدود کشنده هایی بودند که در آن روز ها دارای کابین خواب بودند-
یک ماک F700 در ایران

- ماک بی‌دماغ سری F کابین قندچی: این مدل ماک با توجه به فناوری تولید کابین در ایران در آن برهه زمانی، نتوانست کابین موفق و مورد پسندی باشد.
- ماک دماغ‌دار سری R: این مدل ماک در دو نوع خارجی و ایران کاوه موجود است و دارای دستگاه مولد و انتقال قدرتی مشابه ماک سری F است.
- ماک دماغ‌دار سری RD: این مدل ماک دارای کابینی مشابه ماک سری R و کاپوتی متفاوت تر از نسل قبلی است و کاپوت آن به ماک سری CH شباهت بیشتری دارد و از نوع اکسل جلو است.
- ماک سکته ای سری DM: علت این نامگذاری این است که کابین این کامیون در کنارهٔ سمت راننده قرار دارد و همانند دیگر مدل‌ها در بخش وسط شاسی تعبیه نشده‌است، این مدل ماک دارای کابینی مشابه ماک سری R خارجی و کاپوتی ساده است که نحوه دسترسی به موتور با بالا زدن دریچه‌های کنار کاپوت صورت می‌گیرد، کاربری این ماک در ایران به صورت کشنده‌های فوق سنگین است.
- ماک سکته ای سری U: علت این نامگذاری این است که کابین این کامیون در کنارهٔ سمت راننده قرار دارد و همانند دیگر مدل‌ها در بخش وسط شاسی تعبیه نشده‌است، کابین و کاپوت این کامیون همانند ماک سری R است و کاپوت از نوع بلند شونده است، کاربری این ماک در ایران به صورت کشنده‌های فوق سنگین است.
- ماک بی‌دماغ سری WR: این مدل ماک که به Cruise Liner معروف است، توسط سازمان مخابرات به ایران وارد شد که به ماک مخابراتی شهرت یافت.
- ماک بی‌دماغ سری MH: این مدل ماک که به Ultra Liner معروف است، توسط سازمان مترو به ایران وارد شد که به ماک مترویی شهرت دارد و دارای دستگاه مولد و انتقال قدرتی مشابه سری RW است.

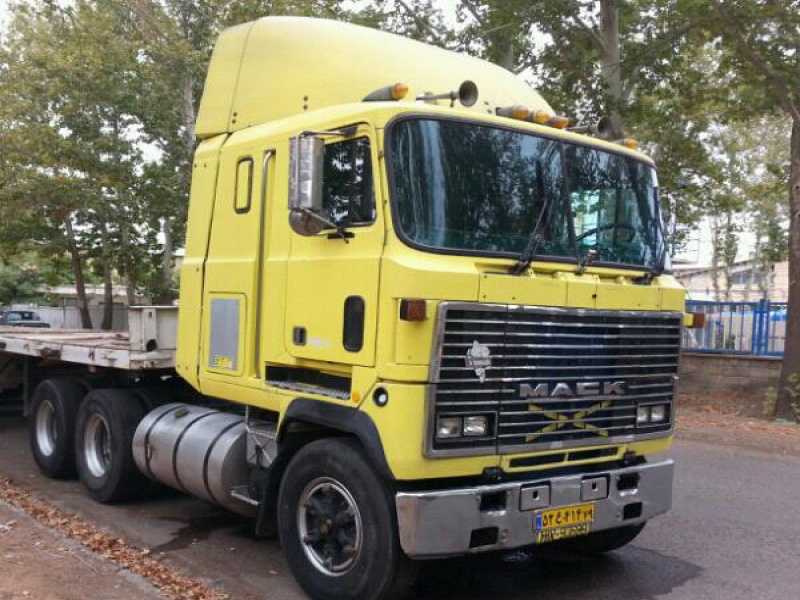
یک ماک ultra liner معروف به ماک مترویی در ایران، این مدل از ماک آخرین سری ماک بی‌دماغ بود که در آمریکا تولید شد

- ماک دماغ‌دار سری RW: این مدل ماک که به Super Liner معروف است، دارای کابینی مشابه سری R است و کاپوت آن به صورت کشیده تر از سری R است و دارای دستگاه مولد و انتقال قدرتی مشابه سری MH است.
- ماک دماغ‌دار سری CH: این مدل ماک که به Fleet Liner معروف است، نخستین سری از مدل‌های Vision این کمپانی است و در ایران به ماک دلفین شهرت دارد.
- ماک دماغ‌دار سری CX: این مدل ماک که به Vision معروف است، نسل بعدی سری Fleet Liner است و تعداد آن در بازار ایران به یک عدد می‌رسد.
- ماک بی‌دماغ سری MC/MR: این مدل ماک که به Terrapro معروف است، به صورت انگشت شمار در بازار ایران موجود است و بیشتر کاربری معدنی دارد.